# Сабинов
Сабинов (словац. Sabinov, укр. Сабинів, нем. Zeben, венг. Kisszeben) — небольшой город на востоке Словакии. Население — около 13 тыс. человек.

## История
Сабинов был впервые упомянут в 1248 году как земледельческое поселение. В 1299 году город вместе с Прешовом и Вельким Шаришом получает городские права. В 1405 Сабинов становится королевским городом. В конце XV века Сабинов входит в Пентаполитану — объединение пяти городов (Сабинов, Кошице, Прешов, Бардейов, Левоча). XVI—XVIII века были для Сабинова столетиями развития. В XIX веке город входит в затяжную полосу кризиса, длившуюся до середины XX века.

## Население
| Год:                | 1994   | 2004    | 2014    | 2024    |
| ------------------- | ------ | ------- | ------- | ------- |
| Количество человек: | 11 512 | 12 366  | 12 703  | 12 131  |
| Разница:            |        | +7,41 % | +2,72 % | −4,50 % |

## Достопримечательности
- Готический костёл св. Иоанна Крестителя
- Лютеранская кирха
- Униатская церковь
- Православная церковь
- Ратуша

## Города-побратимы
- Собеслав (Чехия)